# Urbano Bruno
Urbano Bruno Urbano Bruno Aascow ou Urbano Bruno Aaskow (Seeland, 1742 — Copenhaga, Dinamarca, 1806)  foi um conhecido e célebre médico dinamarquês. Serviu na marinha de guerra e publicou, em 1774, um diário de observações sobre as doenças da tripulação da esquadra dinamarquesa que bombardeou Argel.
Foi médico do rei da Dinamarca e membro do conselho director do Asilo dos inválidos militares. Deixou ainda muitas outras obras escritas.